# 小行星11112
小行星11112（11112 Cagnoli）是一颗绕太阳运转的小行星，为主小行星带小行星。该小行星于1995年11月18日发现。

## 轨道参数
小行星11112的轨道半长轴为2.9305002 UA，离心率为0.231。